# Route nationale 496
Pour les articles homonymes, voir Route 496.
La route nationale 496, ou RN 496, est une ancienne route nationale française reliant Saint-Sauves-d'Auvergne à Lozanne.

## Histoire

### Classement
Une loi du 16 avril 1930 autorise le classement de 40 000 km de routes départementales et communales dans le domaine routier national. Certaines portions de chemins de grande communication (Gc) sont ainsi classées par décrets.
Dans le département du Puy-de-Dôme, sont notamment classés le Gc 15 entre Mont-Dore et Grandeyrolles, le Gc 21 entre Grandeyrolles et Champeix, le Gc 26 entre Champeix et Issoire, le Gc 20 entre Issoire et Parentignat, le Gc 8 entre Parentignat et l'intersection avec le Gc 25 près de Sugères, le Gc 25 jusqu'à « la Leyras » (actuellement « L'Alleyras ») et le Gc 18 jusqu'à la limite avec le département de la Loire.
Dans le département de la Loire, sont classés le Gc 5BIS jusqu'à Montbrison, le Gc 7BIS jusqu'à Meylieu-Montrond (actuellement Montrond-les-Bains), le Gc 1BIS jusqu'à la limite avec le département du Rhône.
Dans le département du Rhône, le Gc 3BIS est classé de la limite du département de la Loire jusqu'à Lozanne,.
Elle est définie en 1933 « de Tauves à Lyon par Issoire et l'Arbresle ».

### Déclassements
La réforme de 1972 entraîne le déclassement de cette route nationale, que l'État transfère aux conseils généraux.
Dans le département du Puy-de-Dôme, la route nationale 496 est entièrement déclassée en deux temps :
- entre l'intersection avec les RN 683 au Mont-Dore et la RN 9 à Issoire (51,063 km) et entre la RN 499 à Parentignat et la limite du département de la Loire (81,353 km), avec effet au 1er janvier 1973[4] ;
- entre l'intersection avec la RN 122 à Saint-Sauves-d'Auvergne et la RN 683 au Mont-Dore (11,600 km) ainsi qu'entre la RN 9 à Issoire et la RN 499 à Parentignat (3,937 km), avec effet au 1er janvier 1976[4].

Les tronçons déclassés deviennent la RD 996.
Dans le département de la Loire, le déclassement se limite à la portion comprise entre la limite du département du Puy-de-Dôme et la RN 82 à Montrond-les-Bains (31,900 km), avec effet au 1er janvier 1973. Le tronçon déclassé devient la RD 496 ; le tronçon de Montrond-les-Bains au département du Rhône est repris par la RN 89.
Dans le département du Rhône, le tronçon de L'Arbresle (RN 7) à Lozanne (RN 485), d'une longueur de 5,232 km, est déclassé, avec effet au 1er janvier 1973 et devient la RD 596 ; le tronçon du département de la Loire à L'Arbresle est repris par la RN 89.

## Tracé

### De Saint-Sauves-d'Auvergne à Issoire
- Saint-Sauves-d'Auvergne
- La Bourboule
- Mont-Dore

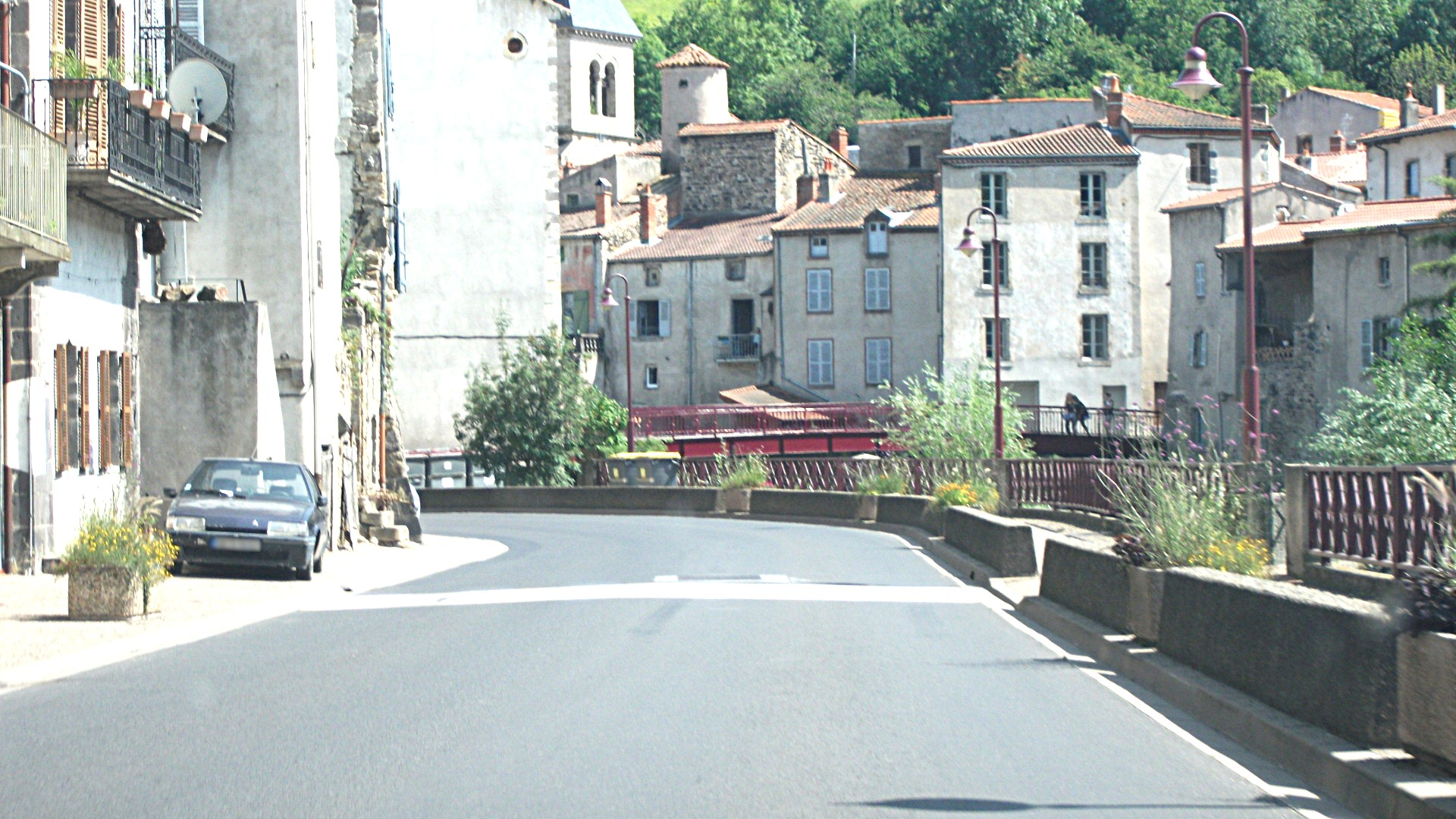
À Champeix, en direction d'Issoire, en août 2011.

- Col de la Croix-Morand ou de Diane (altitude 1 401 m)
- Bressouleille, commune de Chambon-sur-Lac
- Chambon-sur-Lac
- Varennes, commune de Chambon-sur-Lac
- Lac Chambon, commune de Chambon-sur-Lac
- Le Marais, commune de Murol
- Murol
- Saint-Nectaire
- Saillant, commune de Saint-Nectaire
- Verrières
- Le Rivalet, commune de Grandeyrolles
- Montaigut-le-Blanc
- Champeix
- Perrier
- Issoire

### D'Issoire à Montrond-les-Bains
- Parentignat
- Varennes-sur-Usson
- Sauxillanges
- Sugères
- Brousse
- Auzelles

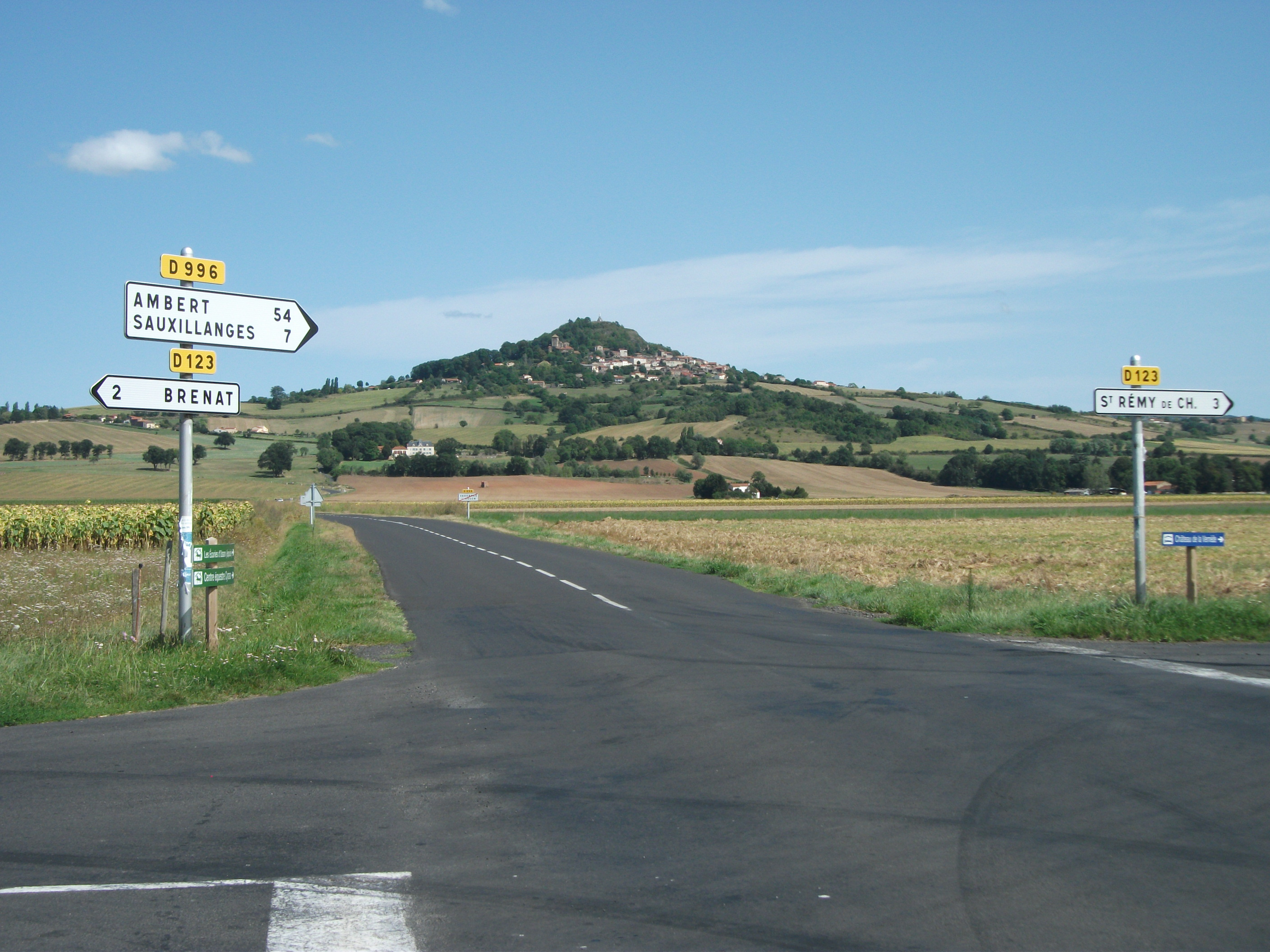
La RD 996 à la sortie est de Varennes-sur-Usson en direction d'Ambert.

- Col de Toutée (altitude 996 m)
- Saint-Amant-Roche-Savine
- Ambert
- Saint-Martin-des-Olmes
- Col des Pradeaux (altitude 1 196 m)
- Saint-Anthème
- Col des Limites (altitude 1 157 m)
- Col de la Croix de l'Homme Mort (altitude 1 163 m) D 496
- Montbrison
- Montrond-les-Bains

### De Montrond-les-Bains à L'Arbresle
Ce tronçon est repris par la RN 89 (actuellement RD 1089 dans la Loire et RD 389 dans le Rhône).
Les communes traversées étaient :
- Saint-André-le-Puy
- Bellegarde-en-Forez
- Viricelles D 389
- Sainte-Foy-l'Argentière
- La Giraudière, commune de Brussieu et de Bessenay
- La Brévenne, commune de Bessenay
- Sain-Bel
- L'Arbresle D 596
- Lozanne où elle rejoint la RN 485